# شلیک و گریز
شلیک و گریز (انگلیسی: Shoot-and-scoot) آتش و جابجایی یا آتش و حرکت، یک تاکتیک توپخانه‌ای است که در آن به سمت یک هدف شلیک می‌شود و سپس بلافاصله از محلی که از آن شلیک شده دور می‌شوند تا از آتش متقابل توپخانه دشمن، در امان بمانند.
اولین استفاده ثبت شده از این تاکتیک به جنگ قفقاز برمی‌گردد، جایی که نایب تلخیگ چچنی به خاطر تاکتیک‌های شلیک و گریز خود که توسط روس‌ها؛ توپخانه عشایری نامیده می‌شد، در دهه‌های ۱۸۳۰ تا ۱۸۵۰ مشهور شد. به گفته مورخ و استاد روسی، نیکولای اسمیرنوف، او یکی از اولین فرماندهانی بود که از این تاکتیک استفاده کرد.
در طول جنگ جهانی دوم این تاکتیک بسیار مورد استفاده قرار می‌گرفت. تاکتیک شلیک و فرار توسط توپخانه راکتی کاتیوشا شوروی نیز امکان‌پذیر و مورد استفاده قرار گرفت، که ساختار ابتدایی ریل‌های آن روی شاسی کامیون، آن را نسبتاً سبک و متحرک می‌کرد، در حالی که رگبار کامل سریع ۷ تا ۱۰ ثانیه‌ای، بارگذاری مجدد آهسته و فقدان کامل حفاظت، تغییر موقعیت را به تاکتیک اصلی و بهترین دفاع آن تبدیل کرده بود.